# Манастир Светог оца Николаја у Врању
Манастир Светог Николе налази се на северној периферији Врања и датира из прве половине 14. века. Манастир припада епархији врањској Српске православне цркве. Манастир Св. Николе у 20. веку егзистира као црква, а од 1995. године након обнове изграђен и манастирски конак.

## Историја
Не постоје прецизни подаци ко је и када изградио ову цркву. Највише података има у делима Јована Хаџи-Васиљевића и повељама којима је овај манастир дариван Хиландару. Према једним изворима, црква представља задужбину браће Балшића. У прилог овом тврђењу иде чињеница да је приликом реконструкције храма у његовим темељима пронађен запис на камену о браћи Балшић као ктиторима.
Према другим изворима, манастир је подигао кнез Балдовин, који је земљу на којој се манастир налази добио од краља Стефана Дечанског на коришћење 1334. године.
У периоду између 1343. и 1345. године повељом краља Душана, а касније и цара, манастир Светог Николе постао је метох манастира Хиландара. До освајања Врања од стране Турака 1402. године, у манастиру су обитавали монаси манастира Хиландар.
Најстарији сачувани писани извор је већ поменута повеља краља Душана. Јован Хаџи-Васиљевић пише о три надгробне плоче, које су нађене у цркви 1894. године и 1895. године пренете у Народни музеј у Београду. До данас сачувана је само једна, и то она на којој је исклесан дан смрти кнеза Балдовина - 10. октобар.
Године 1402. манастир Светог Николе напушта монаштво, манастир остаје пуст и након турског разарања остаје у рушевинама до краја 19. века. Обновљен је 1905. године на темељу старе задужбине, за време Његовог Величанства краља Петра I. Из тог периода датира и иконостас.
Манастир Св. Николе у ХХ веку егзистира као црква, да би 1995. године, са благословом Његовог Преосвештенства Епископа врањског Господина Пахомија почела обнова, када је подигнут манастирски конак.